# Våreld 19

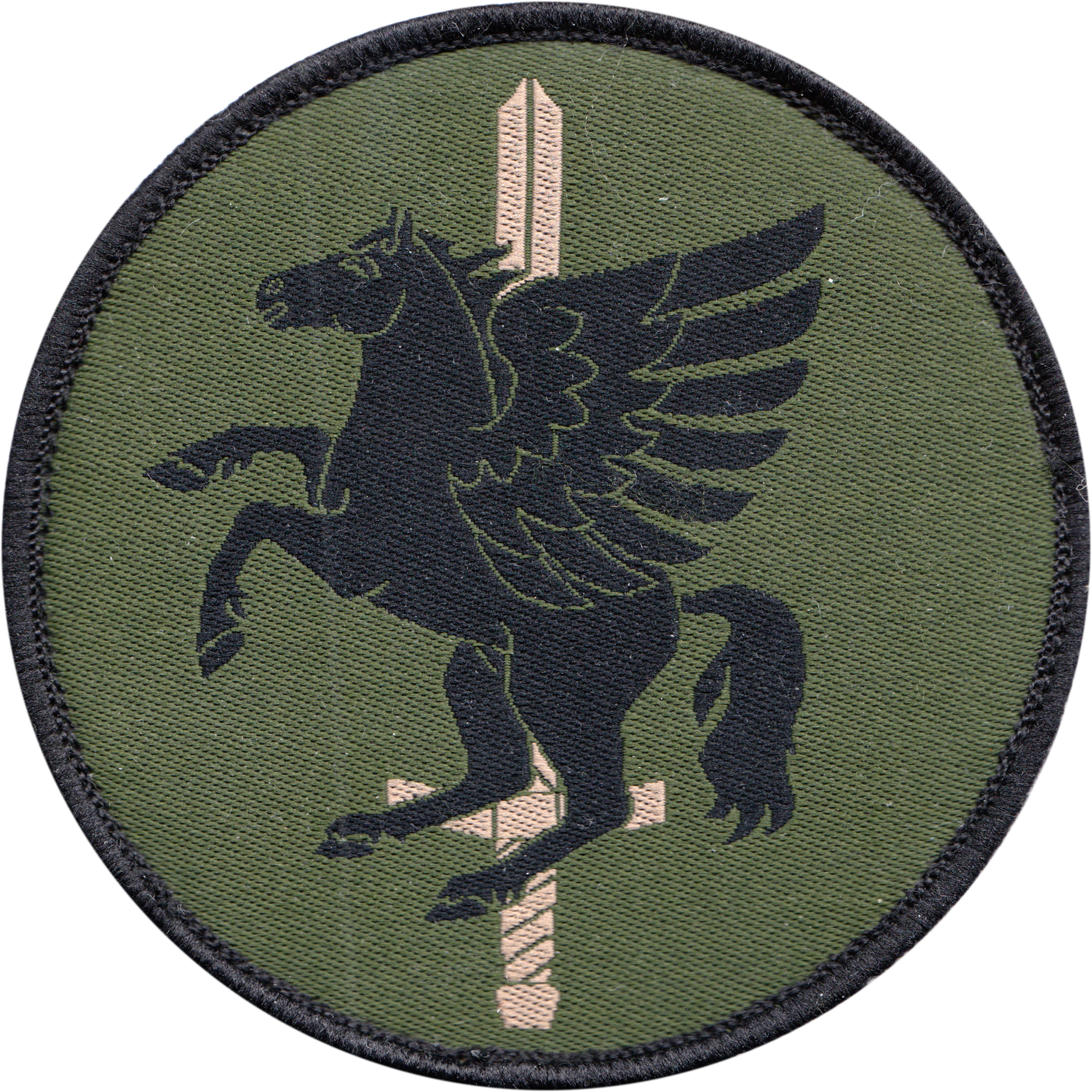
Helikopterflottiljens förbandstecken i textil.

Våreld 19 är en svensk militärövning som pågick under 13-23 maj 2019. Tolv förband deltog i övningen. I övningens första del tränade studerande från officersutbildningen strid. I den andra delen övade förbanden anfall, stridsfördröjande åtgärder och försvar.
Övningen bestod av: 3000 deltagande, 15 stridsvagnar, 45 stridsfordon, 75 terrängfordon och bandvagnar, 10 helikoptrar och diverse logistikfordon.
Deltagande förband:
- Livgardet
- Södra Skånska regementet
- Göta ingenjörregemente
- Helikopterflottiljen
- Livregementets husarer
- Trängregementet
- Försvarsmedicincentrum
- Skaraborgs regemente
- Artilleriregementet
- Försvarsmaktens tekniska skola
- Ledningsregementet
- Markstridsskolan